# 笠原雄太
笠原 雄太（かさはら ゆうた、1984年9月30日 - ）は、元ラグビーユニオン選手。

## 略歴
北海道七飯高校入学時はサッカー部に所属、ポジションはゴールキーパーであったが、1年生の夏にラグビー部に転部。試合をしても100点ゲームで負けるレベルであったので、花園出場はない。3年生時に参加した北海道選抜大会で偶然見学していた内山達二監督に誘われ流通経済大学に進学、3年時からレギュラーに定着した。その夏の北海道での合宿をヤマハの佐野順が見学しており、2007年にヤマハへ加入。
2008年12月6日に行われたジャパンラグビートップリーグ第8節のトヨタ自動車ヴェルブリッツ戦に途中出場で公式戦初出場を果たす。
2012年、ヤマハ発動機ジュビロの主将に就任した。
2015年、日野自動車レッドドルフィンズに加入。
2023-24シーズンから2季にわたり、日野レッドドルフィンズのキャプテンを務める。
2025年5月、チーム最年長40歳で日野レッドドルフィンズを退団、引退。社業と並行して、チームアドバイザーを務める。